# Ostrov (Ústí nad Orlicí-i járás)
Ostrov település Csehországban, az Ústí nad Orlicí-i járásban. Ostrov Rudoltice, Dolní Dobrouč, Dolní Čermná, Horní Třešňovec, Lanškroun és Česká Třebová településekkel határos. Lakosainak száma 713 fő (2024. január 1.).

## Népesség
A település lakosságának változását az alábbi diagram mutatja:
| Lakosok száma | 1589 | 1419 | 1137 | 625  | 598  | 578  | 684  | 684  | 699  | 713  |
|               | 1869 | 1890 | 1921 | 1950 | 1980 | 2001 | 2017 | 2019 | 2022 | 2024 |